# 에비스 가든 플레이스

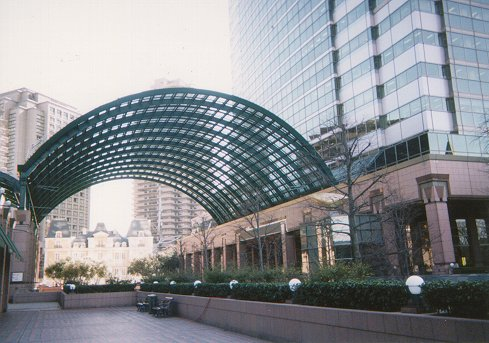
에비스 가든 플레이스

에비스 가든 플레이스(일본어: 恵比寿ガーデンプレイス 에비스가덴프레이스[*])는 삿포로 홀딩스 그룹이 도쿄도 시부야구 에비스의 지역 이름이다. 1887년 현재의 삿포로 맥주(삿포로 홀딩스)가 미타와 시부야를 걸쳐 지은 공장 자리에 있다. 1988년 7월 20일, 시부야 부근의 도시화로 인해 공장 이전이 진행됨에 따라 공장은 폐쇄되고, 지바로 이전하였다. 그 후 토지의 재개발 사업이 1991년 8월 26일 시작되어, 1994년 10월 8일 "에비스 가든 플레이스"를 준공하여 오픈하였다. 도쿄 도 사진미술관, 웨스틴 호텔 도쿄, 삿포로 맥주 본사 등 여러 건물들이 들어서 있다.

## 같이 보기
- (일본어) 공식 웹사이트